# Wilhelm Tackenberg
Wilhelm Tackenberg, eigentlich Wilhelm Butterbrodt (* 29. Dezember 1893 in Aurich; † 1963) war ein deutscher Konteradmiral (Ing.) der Kriegsmarine.

## Leben
Wilhelm Butterbrodt trat im Oktober 1912 in die Kaiserliche Marine ein. Später diente er bis Dezember 1914 auf dem Torpedoboot S 10, um dann bis September 1915 auf die Derfflinger zu kommen. Für ein Jahr besuchte er die Ingenieur- und Deckoffizierschule. Von September 1916 bis Kriegsende war er in der II. Torpedo-Division. Am 1. Juli 1918 wurde er Marine-Ingenieuroberaspirant.
Nach dem Krieg trat er 1919 zunächst in die Marine-Brigade von Loewenfeld ein, ehe er in die Reichsmarine übernommen und dort am 16. Dezember 1919 Leutnant (Ing.) wurde. 1921 war er bei der Inspektion des Bildungswesens der Marine und wurde am 1. Dezember 1921 zum Oberleutnant (Ing.). Am 1. Mai 1925 folgte seine Beförderung zum Kapitänleutnant (Ing.). 1926 war er auf der Emden und war 1931 im Stab der Marinestation der Ostsee. Am 1. November 1932 wurde er hier  noch mit dem Namen Butterbrodt zum Korvettenkapitän (Ing.) befördert. Danach wechselte er seinen Nachnamen und führte fortan Tackenberg als Familiennamen.
1936 war er als Inspektions-Ingenieur bei der Inspektion des Bildungswesens der Marine und wurde am 1. Oktober 1936 zum Fregattenkapitän (Ing.) befördert. Ab November 1938 war er für ein Jahr Stationsingenieur der Marinestation der Nordsee. Anschließend war er bis September 1942 Abteilungschef MPA II im OKM. Am 1. Juli 1942 wurde er zum Konteradmiral (Ing.) befördert. Vom 7. September 1942 bis 30. November 1943 war er Kommandeur des Marinestützpunktes Bremerhaven. Anschließend war er bis April 1945 Chef des Oberwerftstabes Niederlande. Von April 1945 bis Mai 1948 war er in Kriegsgefangenschaft.